# Prima Cool
Prima Cool es un canal de televisión privado checo, perteneciente a FTV Prima. Está dirigido principalmente al público masculino joven.

## Historia
El canal inició emisiones el 1 de abril de 2009, siendo uno de los primeros canales temáticos checos.
Gozó de gran popularidad desde el principio, ya que estrenó series extranjeras que antes no estaban disponibles en la República Checa, como Futurama, The Big Bang Theory, The Office o Frasier. Prima Cool también emite partidos de la Premier League.
En 2011, Prima Cool comenzó a emitir el concurso Re-play, su primer programa propio. 
Entre 2012 y 2015, Prima Cool tenía los derechos para emitir la Liga de Campeones de la UEFA. Desde 2014, el canal emite en HD.

## Programación
- Re-Play
- COOL E-Sport
- Autosalon
- COOL Wave
- COOL Feed
- Vandráci
- Úplně debilní zprávy
- Stargate SG-1
- NCIS: Los Ángeles
- Los Simpson
- Top Gear
- My Name Is Earl